# Hyttpredikan
Hyttpredikan är benämningen på den predikan som kan hållas vid ett bruk. Syftet var ursprungligen att välsigna arbetet genom att hålla en enkel gudstjänst för boende och anställda vid bruket, särskilt då anläggningen skulle tas i drift för första gången.
Företeelsen finns belagd från ett flertal bruk, till exempel Kosta glasbruk 25 juli 1742, Skårsjö masugn (Edsbruk) tionde söndagen efter trefaldighet 1757, Åminne järnbruk och masugn 1826, Johansfors glasbruk augusti 1891, Björkshults glasbruk 24 oktober 1892, Långaskruvs glasbruk 12 juli 1894 och Nybro glasbruk 28 oktober 1917.
Företeelsen var viktig då en ny anläggning skulle tas i bruk, men blev ovanligare i början av 1900-talet. Den har emellertid på sina håll fortsatt in nutiden och brukar då uppmärksammas i massmedia, till exempel vid Målerås glasbruk 9 februari 2014.

## Masugnspredikan
Masugnspredikningar var predikningar som förekom under påblåsningar av masugnar i Sverige under modern tid. Anledningen till dessa speciella gudstjänster var att de anställda inte kunde lämna masugnen så länge den var i gång, ej heller för kyrkobesök, varför sockenprästen i stället kom och förrättade gudstjänst på plats.
I Tabergs bergslag avskaffades masugnspredikningarna 1849. Så skedde efter hand även på andra håll.
Hembygdsföreningen i Åkers styckebruk har på senare tid anknutit till traditionen genom att arrangera masugnspredikningar vid bruket.